# Jeptha D. New

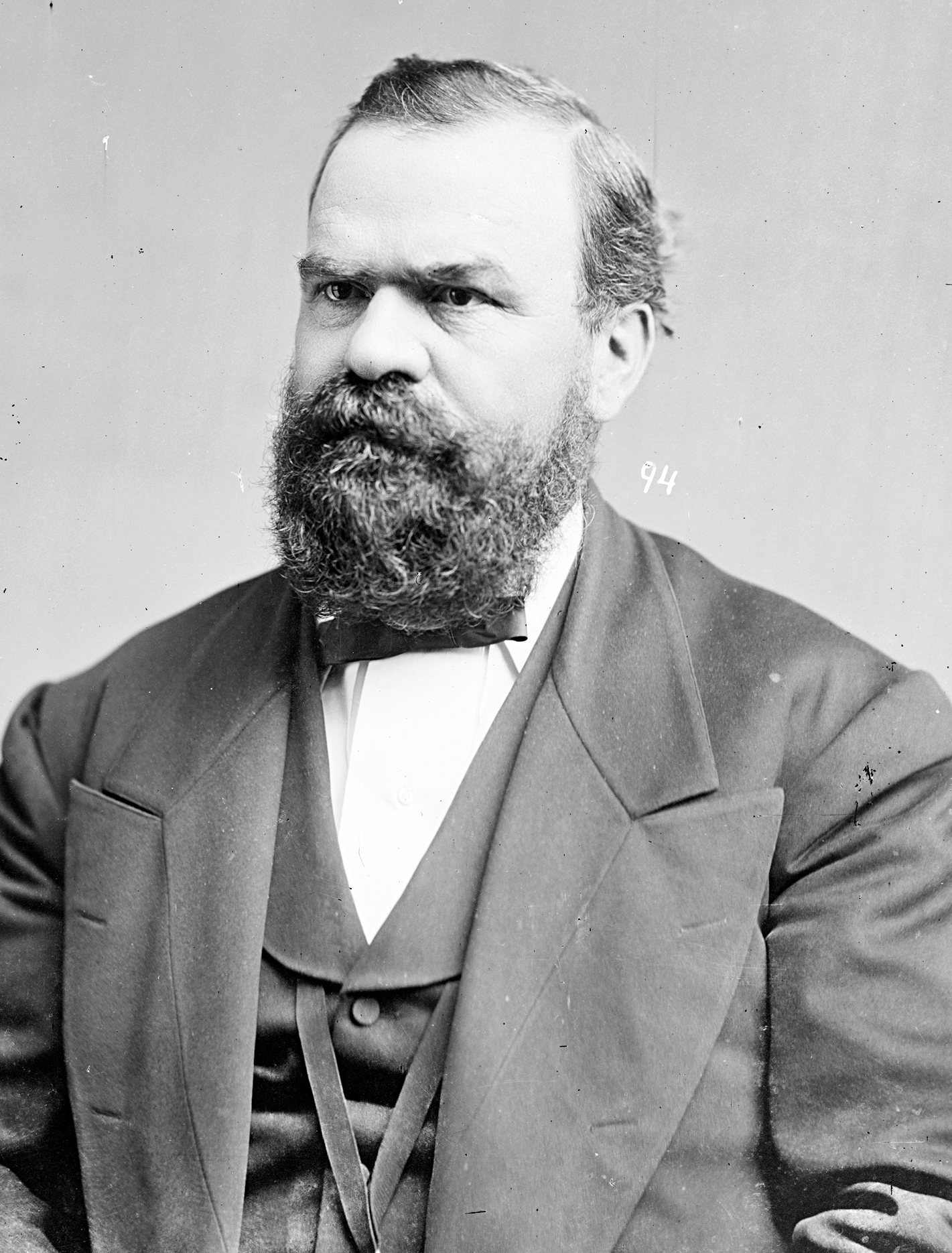
Jeptha D. New

Jeptha Dudley New (* 28. November 1830 in Vernon, Jennings County, Indiana; † 9. Juli 1892 ebenda) war ein US-amerikanischer Politiker.
New studierte Jura, wurde 1851 in die Anwaltschaft aufgenommen und praktizierte danach bis 1864 in Vernon. 1852 bis 1854 war er Bürgermeister der Stadt und von 1860 bis 1864 Staatsanwalt des Jennings County. 1864 bis 1869 war New als Richter tätig und begann danach wieder in Vernon zu praktizieren.
New wurde als Demokrat in den 44. Kongress gewählt und vertrat dort den vierten Wahlbezirk des Bundesstaates Indiana vom 4. März 1875 bis zum 3. März 1877 im US-Repräsentantenhaus. Eine erneute Kandidatur bei den Wahlen 1876 lehnte er jedoch ab. Erst zwei Jahre später stellte er sich wieder zur Wahl und gehörte vom 4. März 1879 bis zum 3. März 1881 nun wieder dem US-Repräsentantenhaus an. Nach seinem Ausscheiden aus der Politik wurde New 1882 bis 1888 Richter am sechsten Gerichtsbezirk von Indiana. 1892 nominierte ihn die Demokratische Partei als Kandidaten für einen Richterposten am Supreme Court of Indiana. New starb jedoch vor der Wahl. Er wurde auf dem Vernon Cemetery beigesetzt.